# Le Maître (Buffy contre les vampires)
Pour les articles homonymes, voir Le Maître.
Le Maître (Heinrich Joseph Nest) est un personnage fictif de la série télévisée Buffy contre les vampires. C'est le principal adversaire de Buffy Summers durant la saison 1 de la série. C'est un vampire très ancien à l'apparence monstrueuse et beaucoup plus puissant que le vampire moyen. En 2010, le magazine SFX le classe à la 39e place de son Top 50 des vampires au cinéma et à la télévision.

## Biographie fictive
Plus proche des Turok-Han qui peuplent la vallée souterraine de la Bouche de l'Enfer que des humains par son apparence, le Maître fait partie des vampires les plus anciens. Il a fondé l'Ordre d'Aurelius qui lui vouait un culte pour continuer à engendrer ses adeptes. À la différence des vampires ordinaires, il a un pouvoir d'hypnose.
En 1609, il rencontre Darla, prostituée dans une colonie de Virginie qui, atteinte de syphilis, le fait demander et l'entraîne, par sa beauté, à l'engendrer et en faire sa favorite. En 1753, Darla engendre à son tour Angelus en qui le Maître voit un grand potentiel maléfique. Alors qu'Aurelius préconisait à ses adeptes de ne plus se mêler aux humains du monde de la surface, Angelus enlève Darla sous les yeux du Maître en 1760, pour semer avec elle, pendant plusieurs décennies, le malheur dans toute l'Europe.
Déçu par l'échec qu'il a connu avec Darla, le maître décide de ne plus jamais engendrer de vampire et de ne se vouer désormais qu'au retour des Anciens, les vampires purs. Il croit voir venir le jour de sa revanche sur les humains lorsqu'il apprend que quelque part sur le continent américain une anomalie dimensionnelle s'est créée. Il décide de s'y rendre, abandonnant une Europe devenue trop dangereuse. En 1937, il essaie d'ouvrir la Bouche de l'Enfer mais, à la suite d'un tremblement de terre, il se retrouve coincé sous terre (par un champ de force) dans l'église située juste sur l'anomalie. 

## Apparitions

### Saison 1
Le Maître fait sa première apparition dans l'épisode Bienvenue à Sunnydale 1/2 et il représente le premier grand méchant que Buffy doit affronter, car il veut s'échapper de cette « prison » pour essayer à nouveau d'ouvrir la Bouche de l'Enfer. Darla étant tombée quelque peu en disgrâce, il apprend à Luke, le vampire qui l'a réveillé, à devenir son calice pour se libérer et ouvrir à nouveau la porte aux purs Anciens massés dans une vallée souterraine de Sunnydale. La mort de Luke, qui échoue à libérer le Maître lors de la moisson, est pour Darla l'occasion d'un retour en grâce.  
Dans l'épisode Un premier rendez-vous manqué, le Maître envoie ses acolytes lui ramener le Juste des Justes, qui doit amener Buffy à lui selon une prophétie. Darla propose ensuite à son mentor d'attirer à nouveau Angel de leur côté (épisode Alias Angelus) et de le séparer de la Tueuse. Pour l'aider, le Maître convoque le Trio (trois chevaliers vampires unis par un serment) afin de rabattre vers elle Buffy et Angel. Mais Darla se fait tuer par Angel en cédant à sa jalousie meurtrière envers la tueuse. La mort de Darla attriste le Maître mais le Juste des Justes l'encourage à poursuivre ses plans. 
Dans le dernier épisode de la saison, le Maître triomphe de Buffy, venue le tuer en étant guidée par le Juste des Justes, et boit son sang avant de la laisser se noyer, inconsciente, dans une flaque d'eau. Il peut ainsi s'échapper de sa prison souterraine. Mais Alex réanime Buffy et elle l'affronte une seconde fois et sort victorieuse du combat quand elle le fait tomber sur le pied brisé d'une table en bois, le réduisant ainsi à l'état de squelette (il ne tombe pas en poussière comme les autres vampires).

### Autres saisons
Après sa mort, lors du premier épisode de la saison 2, le Juste des Justes décide de le ressusciter en ordonnant à ses vampires adeptes de déterrer ses os et de se servir d'une incantation. Mais cette résurrection est empêchée par Buffy qui pulvérise les os du maître à la masse pour mettre un terme définitif à l'éventualité d'un retour du Maître.
Le Maître réapparaît au cours de l'épisode Meilleurs Vœux de Cordelia lorsqu'un vœu de Cordelia transforme la ville de Sunnydale en paradis pour vampires. Dans cette réalité alternative, le Maître et son culte font régner la terreur sur la ville. Dans la série Angel, il apparaît lors de deux flashbacks dans l'épisode Darla, quand il transforme Darla en vampire et quand celle-ci lui présente Angelus. Enfin, la Force prend la forme du Maître dans l'épisode Rédemption, ce qui marque sa dernière apparition.

## Caractérisation
Joss Whedon a créé le personnage du Maître de façon qu'il ait en permanence son visage vampirique afin d'illustrer l'idée qu'il est plus ancien que la race humaine. Son visage évoque celui d'une chauve-souris. Whedon a également eu l'idée de l'emprisonner sous terre afin de ne le confronter directement à Buffy Summers que lors du dernier épisode de la saison 1. L'apparence du Maître, son crâne chauve, ses doigts fins et longs et son costume noir sont des références au comte Orlok dans le film Nosferatu le vampire (1922). Son grand âge et ses origines européennes sont soulignés. Dans le scénario du premier épisode de la série, Joss Whedon écrit que le véritable nom du Maître est Heinrich Joseph Nest.
Les études sur Buffy mettent en avant la religiosité du Maître, son intérêt presque fanatique pour les rituels religieux et les traditions. Le fait qu'il soit emprisonné à l'intérieur d'une église souligne sa religiosité mais peut aussi représenter comment le mal a pu de tous temps prospérer dans les bâtiments religieux. Pour Wendy Anderson, le rituel que le Maître accomplit pour faire de Luke son vaisseau est, par son imagerie subversive, une inversion du symbolisme chrétien, alors que, pour Gregory Erickson, la façon dont il dénigre la croix chrétienne reflète le traitement du christianisme dans la série. Dans la série, une croix est une arme mais est, au-delà de ça, un symbole vide de sens, et la série minimise les rituels et symboles religieux qui ont toujours été importants dans la plupart des histoires de vampires. Un autre aspect de la religiosité du Maître est son obsession pour les prophéties, thème qui sera moins utilisé lors des saisons suivantes. À plusieurs reprises, il raconte ou lit des prophéties et il a une telle confiance dans celles-ci qu'il se montre incapable de comprendre le retour de Buffy alors qu'il la croyait morte après son premier combat contre elle. Pour Rhonda Wilcox, le Maître est une incarnation du patriarcat et le fait qu'il soit le premier grand méchant de la série n'est pas innocent car la série remet en cause l'autorité patriarcale sur les femmes. Le fait qu'il soit très âgé et parle un langage ampoulé le met aussi en opposition avec les personnages principaux, illustrant le fossé générationnel.